# Pseudonimi nel calcio
Gli pseudonimi nel calcio sono impiegati fin dagli inizi di questo sport, e il loro uso è particolarmente esteso in Brasile, Portogallo e Spagna. Gli pseudonimi non sono da confondersi con i soprannomi: mentre questi ultimi si trovano spesso associati al nome e al cognome del giocatore, lo pseudonimo è usato in luogo del nome e del cognome completo del calciatore.

## Uso
In Portogallo e soprattutto in Brasile, due paesi lusofoni, l'uso degli pseudonimi (in portoghese alcunhas o apelidos) per indicare i calciatori è molto frequente, e risale ai primi anni della diffusione dello sport nei territori nazionali. In Brasile quasi ogni giocatore possiede uno pseudonimo, separato dal nome e dal cognome registrati all'anagrafe – tanto che talvolta il nome completo del calciatore è poco conosciuto, poiché ci si riferisce a lui impiegando solamente lo pseudonimo. In alcuni paesi in cui questa abitudine è sconosciuta, si possono verificare degli errori: uno di essi è indicare il giocatore confondendo lo pseudonimo con il nome completo – ne sono esempi "Ricardo Kaká" o "Nelson Dida", in cui gli pseudonimi "Kaká" e "Dida" sono erroneamente impiegati come se fossero dei cognomi. Pochi giocatori, in Brasile, non hanno uno pseudonimo, e sono dunque conosciuti con il loro vero nome: tale caso è più frequente per coloro che giocano come difensore o come portiere.
Già dagli anni 1910 in Brasile i giocatori di calcio vengono identificati da uno pseudonimo; esso può avere svariate origini, e può essere scelto dal giocatore stesso o assegnato da amici o da giornalisti. Talvolta a un giocatore viene attribuito un nome d'arte perché somiglia a un calciatore del passato, fisicamente o per le movenze in campo. È il caso del centravanti José Altafini che in Brasile, quando iniziò a giocare, fu soprannominato "Mazzola", in quanto assomigliava alla leggenda del calcio italiano, il grande Valentino Mazzola. In altri casi, il nome richiama le caratteristiche tecniche del calciatore: un esempio in tal senso è Pé de Valsa, all'anagrafe Antônio Machado de Oliveira; il nome significa piede di valzer, e gli fu conferito per la sua eleganza nel gioco; altro esempio è il primissimo pseudonimo di Pelé, "Gasolina", che significa benzina e derivava dalla sua rapidità. Anche i lineamenti del viso possono ispirare pseudonimi: è il caso di Bigode (João Ferreira), baffi, e Nariz (Álvaro Lopes Cançado), naso; il colore della pelle dei giocatori neri originò nomi quali Escurinho (Benedito Custódio Ferreira) o Telefone (José de Almeida Netto, così chiamato perché inizialmente i telefoni in Brasile erano soprattutto di colore nero); allo stesso modo possono influire l'etnia (anche apparente) o la nazionalità d'origine, come per Alemão (Ricardo Rogério de Brito), Chinesinho (Sidney Colônia Cunha), Índio (José Sátiro do Nascimento) e Somália (Wanderson de Paula Sabino), o la regione di provenienza. Per vari motivi, i giocatori possono anche essere chiamati con nomi di animali o di cibi. Nel corso della carriera alcuni giocatori hanno dovuto modificare il proprio pseudonimo, solitamente per evitare omonimie all'interno della rosa del proprio club: ad esempio Charles Fabian Figueiredo Santos, inizialmente conosciuto come "Charles", una volta giunto al Flamengo dovette cambiare il nome in "Charles Baiano" per distinguersi da Charles Guerreiro; lo stesso avvenne con Juninho Paulista e Juninho Pernambucano, entrambi prima conosciuti solo come "Juninho", allorché si trasferirono entrambi al Vasco da Gama.
Anche in Spagna la maggior parte dei giocatori utilizza uno pseudonimo, solitamente derivato da una alterazione del proprio nome e cognome, data anche la frequenza di alcuni cognomi (come Fernández, García, González o Rodríguez). I calciatori usano solitamente dei diminutivi, come Francisco Javier González, che divenne solamente "Fran", o Francisco Román Alarcón, detto "Isco".